# Lysiphyllum gilvum
Lysiphyllum gilvum là một loài thực vật có hoa trong họ Đậu. Loài này được (Bailey) Pedley miêu tả khoa học đầu tiên.